# 靖角蟾属
靖角蟾属（学名：Jingophrys），是无尾目角蟾科角蟾亚科的一个属，分布于中国西藏自治区东南部和云南省西部，为中国特有属。属名“靖”在中文中有“小”的含义，指本属物种体型较小。

## 属征
身体较小，雄性体长（SVL）<40mm，体型细长；头部不扩大和凹陷；吻短圆，无吻突；具上颌齿，犁骨齿有或无；上眼睑无突起，眼睑外缘具有小或微小的角状疣粒；颞区短；鼓膜中等或大，清晰可见，相对靠近后眼角；颞褶狭窄，在鼓膜上弯曲；头后无横向褶；背中央具“X”或“V”形肤褶；具背侧褶，不连续；身体两侧具大小不等的疣粒；下颚上无齿；指上无关节下瘤；繁殖期雄性无婚垫/棘或仅存在于第Ⅰ指基的背面。

## 物种
截止2023年5月，Amphibian Species of the World（ASW）收录本属5种：
- 费氏角蟾 Jingophrys feii  (Yang, Wang & Wang, 2018)
- 凸肛角蟾 Jingophrys pachyproctus  (Huang, 1981)
- 细角蟾 Jingophrys vegrandis (Mahony, Teeling, Biju, 2013)
- 叶氏角蟾 Jingophrys yeae (Shi, Zhang, Xie, Jiang, Liu, Ding, Luan & Wang, 2020)
- 周氏角蟾 Jingophrys zhoui (Shi, Zhang, Xie, Jiang, Liu, Ding, Luan & Wang, 2020)